# 女人坊
女人坊，原名时代姐妹，创建于1984年的女性读物，中国东北吉林长春。

## 简史
1984年，《女人坊》以《时代姐妹》的名字诞生与东北吉林长春。
1985年，《时代姐妹》的月发行量达到50万册。
1989年到1992年，《时代姐妹》因为初次涉及商业和跨国合作而赔本陷入挫折。
2003年，《时代姐妹》正式更名为《女人坊》发行一只至今。

## 领域
《女人坊》主要介绍两性关系、性生活、女人养生、女人护肤、女人保养、时尚衣物、感情故事为主的女性读物。